# 北方限界線
北方限界線（ほっぽうげんかいせん、朝鮮語: 북방한계선、英語: Northern Limit Line もしくは North Limit Line, NLL）とは、朝鮮戦争休戦後の1953年8月30日に、国連軍によって朝鮮半島上の軍事境界線を延長する形で海上に定められた境界線である。
特に黄海（韓国では西海、北朝鮮では朝鮮西海と呼称している）上の境界線を指すことが多いが（韓国側の呼称で「西海北方限界線（서해 북방한계선）」と呼ばれている）、日本海側にも海金剛から東に北方限界線が伸びている。
なお、「北方限界線」は陸上においても、北朝鮮側の非武装中立地帯との境界線として設定されているが、軍事境界線の北方にあるもので、本項で扱う南北間の境界とは異なる。

## 概要

北方限界線

1953年、朝鮮戦争の休戦後、戦争の再燃を防ぐため、大韓民国（韓国）と朝鮮民主主義人民共和国（北朝鮮）の実効支配地域を確定する必要が生じた。
陸上については、休戦時点における前線を軍事境界線とすることで一致したが、海上での境界については話し合われていなかった。海上での争いから、朝鮮戦争が再開するかもしれないと危惧した国連とアメリカ合衆国は、海上についても境界線の設定が必要と判断した。そこで、休戦協定発効から約1か月後の1953年8月30日、海上における韓国と北朝鮮の軍事境界線として、北方限界線を設定した。即ち、国連軍司令官は南北間の衝突防止など停戦状態を安定的に維持し、国連軍及び韓国軍の艦艇・航空機の活動の北方限界を規定するために北方限界線を設定した。なお、海軍力が脆弱であった北朝鮮は領海の拡張を狙い、国連軍が当時の普遍的な領海設定基準であった3海里を主張したことに対して北朝鮮は12海里を主張したことで合意に至らなかった経緯がある。
海上に関する北方限界線について北朝鮮は1973年まで約20年間は公式に異議を唱えたことはない。北朝鮮が北方限界線を認めている証拠としては1959年発刊の『朝鮮中央年鑑』で北朝鮮自らが現在の北方限界線を「軍事分界線」として表記している点が挙げられる。また、1992年2月の南北基本合意書や不可侵付属合意書（同年9月）を通じて北方限界線を事実上の南北間海上不可侵境界線として確認している。基本合意書11条は「南と北の不可侵境界線と区域は1953年7月27日の軍事停戦に関する協定に規定された軍事分界線とこれまで双方が管轄してきた区域とする」と定めている。なお、付属合意書10条は「南と北の海上不可侵境界線は今後引き続き協議する。海上不可侵区域は海上不可侵境界線が確定されるまでこれまで管轄してきた区域とする」と定められている。
1973年12月に開催された346回及び347回軍事停戦委員会で北朝鮮側は初めて黄海道と京畿道の道界線の延長線以北水域は自分たちの沿海と主張しながら西北島嶼に出入りする船舶に対する事前許可を要求した。これに対して国連軍司令部は停戦協定文言や精神に反することで｢全く許し難い詭弁｣であると反駁した。
国連軍司令部は1999年6月11日、北朝鮮に将軍級会談を申し入れながら報道資料を通じて｢北方限界線は46年間、北朝鮮と韓国軍の間の軍事的緊張を防止す効果的な手段として寄与しており、軍事力を分離することに寄与してきた事実上の境界線として使われてきた。（The NLL has served as an effective means of preventing military tension between North and South Korean military forces for 46 years.It serves as a practical demarcation line,which has contributed to the separation of forces.）｣と発表した。そして6月15日延坪（ヨンピョン）海戦の発生当時開催されていた国連軍司令部と北朝鮮軍間の将軍級会談で国連軍司令部側代表は｢北方限界線は実質的な海上分界線であり、過去40年あまりの間双方が認めて守ってきた厳然たる海上境界線として交渉の対象ではない。そして新しい海上不可侵境界線は南北間軍事共同委員会で協議すべきであり、その時までは現在の北方限界線が遵守されなければならない｣と明らかにした。

「北方限界線」(A)と、北朝鮮の宣言した「海上軍事境界線」(B)

北方限界線は、現在では、韓国と北朝鮮の事実上の海上の国境として機能している。ただし北朝鮮は1999年に北方限界線より若干南寄りに北方限界線とは別の「海上軍事境界線」を宣言している。
2025年、北朝鮮の金正恩は、駆逐艦崔賢の進水式に出席した時、「多目的駆逐艦建造計画を年次で実現し、沿岸防御海域および中間界線海域で平時の作戦運用をする」と発言した。この「中間界線海域」について、北朝鮮は一切、具体的な説明をしておらず、北方限界線の再定義を狙っているのではないかという観測が出ている。

## 主な出来事

### 半島西側海域
韓国と北朝鮮はこの北方限界線周辺で軍事衝突を繰り返しており、特に1999年の第1延坪海戦と2002年の第2延坪海戦では北朝鮮が北方限界線を越境、韓国軍と戦闘が発生し、戦死者も出る事態となっている。2009年11月10日には、7年ぶりに大青海戦と呼ばれる両国間での銃撃戦が発生した。2010年3月26日には白翎島付近にて韓国軍の浦項級コルベット「天安」が爆発し沈没する天安沈没事件（乗組員104名のうち46名が死亡または行方不明）が発生した。韓国軍と民間の合同調査団（韓・英・米・豪・スウェーデン）は北朝鮮の魚雷が原因と断定している。
2010年11月23日、北朝鮮は「延坪島周辺海域での韓国の軍事訓練に対抗」との名目で、朝鮮戦争休戦後初めて“民間人の住む陸地”である大延坪島に向けて砲撃を加え、韓国軍兵士2名、島の民間人2名計4名の死亡が確認された（延坪島砲撃事件）。
2020年9月24日、小延坪島沖合で失踪した漁業指導員の死亡が確認された。指導員は、北朝鮮への渡航を試みて北朝鮮側の監視船に接近、いくつかの質問を受けた後に射殺され、油をかけて燃やされたとものと見られている。
北朝鮮の漁船が北方限界線を越えた海域で操業を行うことが度々あり、その都度海洋警察庁との小競り合いを繰り返している。

### 半島東側海域
2017年、北方限界線付近で操業していた漁船が29km南側に漂流していたため北側に送り返された。
2019年、日本海の北方限界線付近で操業していたイカ釣り漁船の乗組員2人が拘束され、当局の捜査で乗員16人を殺害して逃走していたことが判明したとして北朝鮮側に2人を板門店経由で強制送還したが、この送還には法的根拠がなく、殺害行為そのものが捏造であったとの疑惑から、尹錫悦政権となった2022年以降調査が進められている。(韓国文在寅政権による脱北者強制送還事件)

## 年表
- 1959年11月、『朝鮮中央年鑑』でNLLを軍事分界線として表記。
- 1973年
  - 10月-11月、北朝鮮警備艇がNLLを43回侵犯(｢西海事件｣)。
  - 12月、軍事停戦委員会の会議時に北朝鮮が｢西海五島(韓国領の白翎島・大青島・小青島・延坪島・隅島を指す)が北朝鮮統制海域内にあるので出入りの際には事前統制が必要｣であると主張。
- 1992年2月、南北基本合意書(11条)･不可侵付属合意書(10条)を持ってNLLを事実上の海上｢不可侵境界線｣として確認。
- 1999年6月、第1延坪海戦。6月15日、北朝鮮の警備艇｢登山串684号｣の先制攻撃による延坪海戦勃発。登山串684号は韓国海軍のチャムスリ(大鷲)級高速艇、哨戒艦による反撃で退却。
- 2000年3月、北朝鮮が「西海5島の通航秩序」(西海5島に2つの通航水路指定)を発表。
- 2002年6月、第2延坪海戦。6月29日、北朝鮮の｢登山串684号｣の先制攻撃による韓国海軍の哨戒艇チャムスリ(大鷲)357号の沈没で艇長を含め戦死6人、負傷18人が発生。韓国海軍の反撃で北朝鮮の｢登山串684号｣艦長が戦死。
- 2004年5月、北朝鮮が第1次将軍級会談時、NLLと北朝鮮「界線」間の「緩衝水域」を提議。
- 2006年
  - 3月、第3次将軍級会談時、北朝鮮が「統一朝鮮の新領海圈設定」を提示。
  - 5月、第4次将軍級会談時に北朝鮮が「新しい海上境界線」を提示。
- 2007年5月、第5次将軍級会談及び第6次将軍級会談(2007年7月）時、北朝鮮がNLLと「界線」の間を「共同漁労水域」として設定することを主張。
- 2009年
  - 1月、朝鮮人民軍総参謀部(1月17日)及び祖国平和統一委員会(1月30日)声明で｢西海海上軍事分界線(1999年9月に宣布)固守｣を主張、NLL地域の軍事脅威が高まる。
  - 11月10日、大青海戦。北朝鮮の「登山串383号」が意図的にNLLを侵犯、韓国海軍の哨戒艇チャムスリ(大鷲)325号の警告射撃に対し船体射撃。韓国海軍の反撃が登山串383号に命中し、甲板と船体が大きく破損。
  - 12月、北朝鮮がNLL南側海域を平時射撃区域として宣布。
- 2010年
  - 1月27-28日、8月9日、北朝鮮がNLL海域に砲射撃。
  - 3月26日、天安沈没事件。韓国海軍の浦項級コルベット天安が触雷し船体後方が爆発。船体が2つに切断され沈没、乗組員46名が死亡。韓・英・米・豪・瑞の合同調査団は、北朝鮮による魚雷の攻撃を受けて沈没したと断定する調査結果を発表している。
  - 11月23日、延坪島砲撃事件。北朝鮮が延坪島の韓国軍部隊及び民家を砲撃。韓国側では民間人2人を含む4人の死者が出た。韓国軍はK-9自走砲で反撃した。
- 2024年1月5日-7日、北朝鮮軍が、韓国北西海域の北方限界線に近い延坪島付近に向けて3日連続で砲撃[8][9][10]。

## 海上軍事境界線
北朝鮮は1999年9月に北方限界線の無効を主張するとともに独自に「海上軍事境界線」を宣布した。なお白翎島、延坪島、隅島などは海上軍事境界線の北側になるが、2000年3月、北朝鮮は米艦艇や民間船舶が通航できる水域として白翎島周辺海域の第一区域とそこに通じる第一水路、延坪島周辺海域の第二区域とそこに通じる第一水路、隅島周辺海域の第三区域を設定している。

## 再設定議論
北朝鮮は北方限界線が一方的な物であると主張し、北方限界線の再設定を韓国側に求めている。1991年に締結された南北基本合意書では、「南と北の海上不可侵境界線については、今後継続して協議する」となっている。
2007年10月11日、韓国の盧武鉉大統領（当時）が「北方限界線は領土線ではない」との主旨の発言を行い、問題になったことがある。
2009年1月30日、北朝鮮の朝鮮中央放送は、韓国との間の「政治・軍事的対決状態の解消に関連するすべての合意事項」を無効化するとの声明を発表したと報道した。
大青海戦が起きた後の12月21日、朝鮮人民軍海軍司令部は「海上軍事境界線」から北朝鮮沿岸までの区域を「平時海上射撃区域」にすると宣言する声明を発表した。